# Polimedes de Argos
Polimedes de Argos (en griego antiguo: Πολυμέδης, romanizado: Polymedēs; 600/500 a. C.) fue un antiguo escultor griego representativo de la escultura del período arcaico.  Era natural de Argos y estuvo activo en torno a los años 610-580 a. C.
Polimedes fue, junto con Agéladas, uno de los representantes más importantes de la escultura de Argos. Se le conoce como el escultor de los petroglifo de Cleobis y Bitón hallados en Delfos, gracias a la inscripción que figura en la base de uno de los pedestales. Las esculturas se exponen actualmente en el Museo Arqueológico de Delfos.

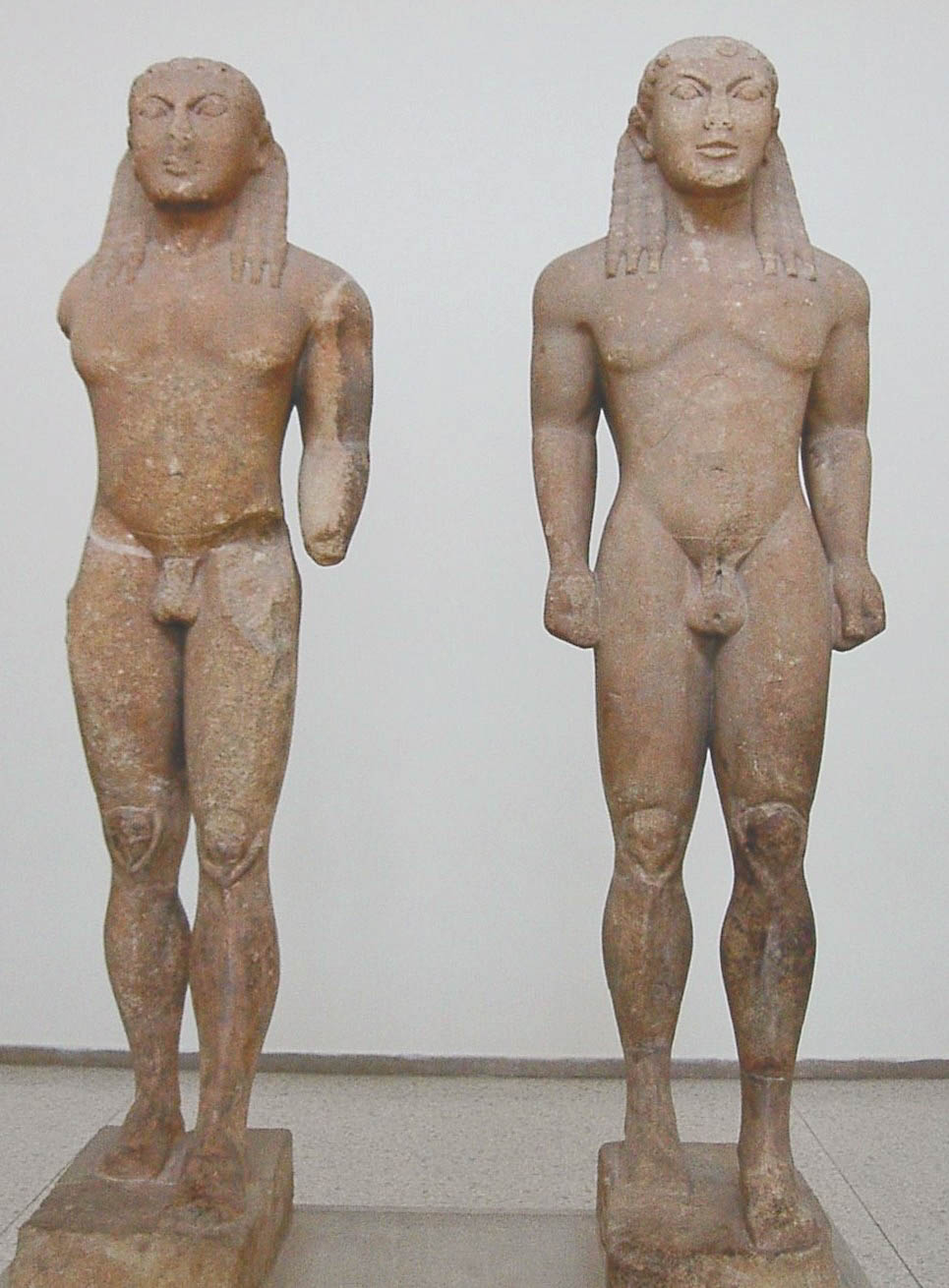
Estatuas de Cleobis y Bitón (identificadas por las inscripciones de la base) dedicadas a Delfos por la ciudad de Argos, firmadas por [¿Poli?]medos de Argos. Mármol, ca. 580 a. C. Altura 1,97 m tras la restauración. Museo Arqueológico de Delfos, núm. 467, 1524.